# Remissione clinica
In medicina, la remissione clinica (o più semplicemente remissione) è la scomparsa o la riduzione dell'entità del quadro clinico (segni e sintomi) di una determinata malattia. Si può parlare di remissione clinica anche in riferimento al periodo durante il quale avviene la progressiva riduzione del quadro clinico della patologia in esame. A seconda che il quadro clinico si attenui o scompaia del tutto, si può parlare rispettivamente di remissione parziale e di remissione completa. Ogni genere di patologia e ogni tipologia di studio clinico può accogliere una differente definizione di "remissione parziale". Per esempio, una remissione parziale di una neoplasia può essere definita tale quando la diminuzione della massa tumorale (all'esame obiettivo o agli specifici esami diagnostici), oppure la diminuzione dei biomarcatori tumorali nel sangue o nell'urina, è pari o superiore al 50% rispetto alla fase di picco dell'espressione clinica.
Una remissione completa (o remissione piena) è la scomparsa totale dei segni e dei sintomi di una malattia; un paziente che raggiunge questo stadio clinico può considerarsi a tutti gli effetti "guarito". La recidiva rappresenta l'eventuale recrudescenza del quadro clinico dopo una fase di remissione completa; in oncologia è piuttosto frequente assistere a recidive, perciò si preferisce parlare di "nessuna evidenza di malattia" in caso di remissione completa di una neoplasia, senza parlare di guarigione definitiva, dal momento che non si può escludere la possibilità di recidiva.
Nei disturbi mentali, generalmente non si fa distinzione tra remissione parziale e remissione completa. Per esempio, una persona affetta da un disturbo della personalità può inizialmente soddisfare alcuni criteri diagnostici e successivamente mostrare una mitigazione del proprio quadro clinico, tanto da non soddisfare più i criteri (formalmente si tratta quindi di una "remissione completa") ma continuando a manifestare alcune alterazioni psichiche riconducibili al disturbo mentale, dunque senza raggiungere l'asintomaticità (da cui la sostanziale remissione solo parziale).
Per alcune malattie il cui quadro clinico tende ad oscillare molto ampiamente nel corso del tempo, come la sclerosi multipla, la remissione della sintomatologia viene sempre convenzionalmente considerata parziale e temporanea.